# Llista d'asteroides/165001-165100
| Nom      | Designació provisional | Data de descobriment | Lloc de descobriment | Descobridor/s |
| -------- | ---------------------- | -------------------- | -------------------- | ------------- |
| 165001 - | 2000 BA38              | 28 de gener de 2000  | Kitt Peak            | Spacewatch    |
| 165002 - | 2000 BM49              | 26 de gener de 2000  | Kitt Peak            | Spacewatch    |
| 165003 - | 2000 BT49              | 21 de gener de 2000  | Socorro              | LINEAR        |
| 165004 - | 2000 CH15              | 2 de febrer de 2000  | Socorro              | LINEAR        |
| 165005 - | 2000 CD22              | 2 de febrer de 2000  | Socorro              | LINEAR        |
| 165006 - | 2000 CC39              | 3 de febrer de 2000  | Socorro              | LINEAR        |
| 165007 - | 2000 CW44              | 2 de febrer de 2000  | Socorro              | LINEAR        |
| 165008 - | 2000 CJ45              | 2 de febrer de 2000  | Socorro              | LINEAR        |
| 165009 - | 2000 CC46              | 2 de febrer de 2000  | Socorro              | LINEAR        |
| 165010 - | 2000 CG79              | 8 de febrer de 2000  | Kitt Peak            | Spacewatch    |
| 165011 - | 2000 CA82              | 4 de febrer de 2000  | Socorro              | LINEAR        |
| 165012 - | 2000 CJ84              | 4 de febrer de 2000  | Socorro              | LINEAR        |
| 165013 - | 2000 CO90              | 6 de febrer de 2000  | Socorro              | LINEAR        |
| 165014 - | 2000 CZ97              | 7 de febrer de 2000  | Kitt Peak            | Spacewatch    |
| 165015 - | 2000 CS98              | 8 de febrer de 2000  | Kitt Peak            | Spacewatch    |
| 165016 - | 2000 CV98              | 8 de febrer de 2000  | Kitt Peak            | Spacewatch    |
| 165017 - | 2000 CM108             | 5 de febrer de 2000  | Catalina             | CSS           |
| 165018 - | 2000 CP113             | 11 de febrer de 2000 | Kitt Peak            | Spacewatch    |
| 165019 - | 2000 CG115             | 2 de febrer de 2000  | Catalina             | CSS           |
| 165020 - | 2000 CB126             | 3 de febrer de 2000  | Socorro              | LINEAR        |
| 165021 - | 2000 CJ129             | 3 de febrer de 2000  | Kitt Peak            | Spacewatch    |
| 165022 - | 2000 CN130             | 3 de febrer de 2000  | Kitt Peak            | Spacewatch    |
| 165023 - | 2000 CD132             | 3 de febrer de 2000  | Kitt Peak            | Spacewatch    |
| 165024 - | 2000 CG132             | 3 de febrer de 2000  | Kitt Peak            | Spacewatch    |
| 165025 - | 2000 DT7               | 28 de febrer de 2000 | Kitt Peak            | Spacewatch    |
| 165026 - | 2000 DJ9               | 26 de febrer de 2000 | Kitt Peak            | Spacewatch    |
| 165027 - | 2000 DU12              | 27 de febrer de 2000 | Kitt Peak            | Spacewatch    |
| 165028 - | 2000 DA19              | 29 de febrer de 2000 | Socorro              | LINEAR        |
| 165029 - | 2000 DC21              | 29 de febrer de 2000 | Socorro              | LINEAR        |
| 165030 - | 2000 DT24              | 29 de febrer de 2000 | Socorro              | LINEAR        |
| 165031 - | 2000 DB27              | 29 de febrer de 2000 | Socorro              | LINEAR        |
| 165032 - | 2000 DL54              | 29 de febrer de 2000 | Socorro              | LINEAR        |
| 165033 - | 2000 DL58              | 29 de febrer de 2000 | Socorro              | LINEAR        |
| 165034 - | 2000 DX60              | 29 de febrer de 2000 | Socorro              | LINEAR        |
| 165035 - | 2000 DH63              | 29 de febrer de 2000 | Socorro              | LINEAR        |
| 165036 - | 2000 DB76              | 29 de febrer de 2000 | Socorro              | LINEAR        |
| 165037 - | 2000 DV88              | 25 de febrer de 2000 | Kitt Peak            | Spacewatch    |
| 165038 - | 2000 DM89              | 26 de febrer de 2000 | Kitt Peak            | Spacewatch    |
| 165039 - | 2000 DP95              | 28 de febrer de 2000 | Socorro              | LINEAR        |
| 165040 - | 2000 DR97              | 29 de febrer de 2000 | Socorro              | LINEAR        |
| 165041 - | 2000 DG100             | 29 de febrer de 2000 | Socorro              | LINEAR        |
| 165042 - | 2000 DE110             | 29 de febrer de 2000 | Socorro              | LINEAR        |
| 165043 - | 2000 DM113             | 27 de febrer de 2000 | Kitt Peak            | Spacewatch    |
| 165044 - | 2000 EO8               | 3 de març de 2000    | Socorro              | LINEAR        |
| 165045 - | 2000 ES16              | 3 de març de 2000    | Socorro              | LINEAR        |
| 165046 - | 2000 EG18              | 4 de març de 2000    | Socorro              | LINEAR        |
| 165047 - | 2000 EY32              | 5 de març de 2000    | Socorro              | LINEAR        |
| 165048 - | 2000 EE35              | 8 de març de 2000    | Socorro              | LINEAR        |
| 165049 - | 2000 EO42              | 8 de març de 2000    | Socorro              | LINEAR        |
| 165050 - | 2000 EF48              | 9 de març de 2000    | Socorro              | LINEAR        |
| 165051 - | 2000 EL51              | 3 de març de 2000    | Kitt Peak            | Spacewatch    |
| 165052 - | 2000 EE59              | 9 de març de 2000    | Socorro              | LINEAR        |
| 165053 - | 2000 EM61              | 10 de març de 2000   | Socorro              | LINEAR        |
| 165054 - | 2000 EP68              | 10 de març de 2000   | Socorro              | LINEAR        |
| 165055 - | 2000 EP76              | 5 de març de 2000    | Socorro              | LINEAR        |
| 165056 - | 2000 ED79              | 5 de març de 2000    | Socorro              | LINEAR        |
| 165057 - | 2000 EF96              | 11 de març de 2000   | Socorro              | LINEAR        |
| 165058 - | 2000 EW100             | 12 de març de 2000   | Kitt Peak            | Spacewatch    |
| 165059 - | 2000 ET102             | 14 de març de 2000   | Kitt Peak            | Spacewatch    |
| 165060 - | 2000 EW114             | 10 de març de 2000   | Kitt Peak            | Spacewatch    |
| 165061 - | 2000 EF115             | 10 de març de 2000   | Kitt Peak            | Spacewatch    |
| 165062 - | 2000 EO119             | 11 de març de 2000   | Anderson Mesa        | LONEOS        |
| 165063 - | 2000 EM146             | 4 de març de 2000    | Socorro              | LINEAR        |
| 165064 - | 2000 ED166             | 3 de març de 2000    | Socorro              | LINEAR        |
| 165065 - | 2000 ES169             | 4 de març de 2000    | Socorro              | LINEAR        |
| 165066 - | 2000 ES199             | 1 de març de 2000    | Catalina             | CSS           |
| 165067 - | 2000 ED207             | 4 de març de 2000    | Apache Point         | SDSS          |
| 165068 - | 2000 FV                | 26 de març de 2000   | Prescott             | P. G. Comba   |
| 165069 - | 2000 FH7               | 29 de març de 2000   | Kitt Peak            | Spacewatch    |
| 165070 - | 2000 FX8               | 29 de març de 2000   | Kitt Peak            | Spacewatch    |
| 165071 - | 2000 FT24              | 29 de març de 2000   | Socorro              | LINEAR        |
| 165072 - | 2000 FB27              | 27 de març de 2000   | Anderson Mesa        | LONEOS        |
| 165073 - | 2000 FE28              | 27 de març de 2000   | Anderson Mesa        | LONEOS        |
| 165074 - | 2000 FB40              | 29 de març de 2000   | Socorro              | LINEAR        |
| 165075 - | 2000 FW58              | 26 de març de 2000   | Anderson Mesa        | LONEOS        |
| 165076 - | 2000 FX63              | 29 de març de 2000   | Socorro              | LINEAR        |
| 165077 - | 2000 FB72              | 25 de març de 2000   | Kitt Peak            | Spacewatch    |
| 165078 - | 2000 GN11              | 5 d'abril de 2000    | Socorro              | LINEAR        |
| 165079 - | 2000 GG17              | 5 d'abril de 2000    | Socorro              | LINEAR        |
| 165080 - | 2000 GU21              | 5 d'abril de 2000    | Socorro              | LINEAR        |
| 165081 - | 2000 GG23              | 5 d'abril de 2000    | Socorro              | LINEAR        |
| 165082 - | 2000 GJ34              | 5 d'abril de 2000    | Socorro              | LINEAR        |
| 165083 - | 2000 GK37              | 5 d'abril de 2000    | Socorro              | LINEAR        |
| 165084 - | 2000 GG38              | 5 d'abril de 2000    | Socorro              | LINEAR        |
| 165085 - | 2000 GZ38              | 5 d'abril de 2000    | Socorro              | LINEAR        |
| 165086 - | 2000 GN44              | 5 d'abril de 2000    | Socorro              | LINEAR        |
| 165087 - | 2000 GF45              | 5 d'abril de 2000    | Socorro              | LINEAR        |
| 165088 - | 2000 GU46              | 5 d'abril de 2000    | Socorro              | LINEAR        |
| 165089 - | 2000 GT62              | 5 d'abril de 2000    | Socorro              | LINEAR        |
| 165090 - | 2000 GP72              | 5 d'abril de 2000    | Socorro              | LINEAR        |
| 165091 - | 2000 GK79              | 5 d'abril de 2000    | Socorro              | LINEAR        |
| 165092 - | 2000 GM81              | 6 d'abril de 2000    | Socorro              | LINEAR        |
| 165093 - | 2000 GG89              | 4 d'abril de 2000    | Socorro              | LINEAR        |
| 165094 - | 2000 GV89              | 4 d'abril de 2000    | Socorro              | LINEAR        |
| 165095 - | 2000 GR111             | 3 d'abril de 2000    | Anderson Mesa        | LONEOS        |
| 165096 - | 2000 GX128             | 5 d'abril de 2000    | Kitt Peak            | Spacewatch    |
| 165097 - | 2000 GB129             | 5 d'abril de 2000    | Kitt Peak            | Spacewatch    |
| 165098 - | 2000 GG133             | 12 d'abril de 2000   | Haleakala            | NEAT          |
| 165099 - | 2000 GJ154             | 6 d'abril de 2000    | Anderson Mesa        | LONEOS        |
| 165100 - | 2000 HV                | 24 d'abril de 2000   | Kitt Peak            | Spacewatch    |